# Plectodon granulatus
Plectodon granulatus är en musselart som först beskrevs av Dall 1881.  Plectodon granulatus ingår i släktet Plectodon och familjen Cuspidariidae. Inga underarter finns listade i Catalogue of Life.